# Bahnstrecke Essen–Gelsenkirchen
| Bahnhof Gelsenkirchen-Rotthausen | |                                                             |                                                             |
| Streckennummer (DB): | 2163 (Essen–Essen Kray Nord) 2168 (Essen-Kray Nord–Gelsenkirchen) 2230 (GE-Hessler–Wanne-Eickel) 2234 (GE-Rotthausen–GE Schalke Süd) 2237 (GE-Rotthausen–Gelsenkirchen) |                                                             |                                                             |
| Kursbuchstrecke (DB): | 425, 450.2 |                                                             |                                                             |
| Kursbuchstrecke: | 234 (Gelsenkirchen Hbf – Essen Hbf 1946) |                                                             |                                                             |
| Streckenlänge: | 10,1 km |                                                             |                                                             |
| Spurweite: | 1435 mm (Normalspur) |                                                             |                                                             |
| Streckenklasse: | D4 |                                                             |                                                             |
| Stromsystem: | 15 kV 16,7 Hz ~ |                                                             |                                                             |
| Streckengeschwindigkeit: | 110 km/h |                                                             |                                                             |
| Zweigleisigkeit: | durchgehend |                                                             |                                                             |
| | |                                                             |                                                             |
| \| \| \| Güterstrecke von Gelsenkirchen-Hessler \| \| \| \| \| \| \| \| \| 5,6 \| Gelsenkirchen-Schalke Süd (ehem. Schalke RhE, zuletzt Anst) \| Gelsenkirchen-Schalke Süd (ehem. Schalke RhE, zuletzt Anst) \| \| \| \| \| \| \| \| \| Hauptstrecke von Wanne-Eickel \| \| \| \| 4,6 \| Gelsenkirchen Hbf \| Gelsenkirchen Hbf \| \| \| 4,2 \| Gelsenkirchen RhE \| Gelsenkirchen RhE \| \| \| \| (heute niveaufreie Ausfädelung nach Essen) \| \| \| \| \| Hauptstrecke nach Duisburg \| \| \| \| \| (ehem. Güterstrecke von Schalke) \| \| \| \| 2,8 \| Gelsenkirchen-Rotthausen (Bft) \| Gelsenkirchen-Rotthausen (Bft) \| \| \| \| ehem. Güterstrecke von Wanne-Eickel \| \| \| \| \| ehem. Strecke von Gelsenkirchen-Wattenscheid \| \| \| \| 0,05,6 \| Essen-Kray Nord \| Essen-Kray Nord \| \| \| 2,9 \| Frillendorf (Abzw, zuletzt Bk) \| Frillendorf (Abzw, zuletzt Bk) \| \| \| \| Anschlussstrecke nach Essen Nord \| \| \| \| \| ehem. Strecke von Gelsenkirchen-Hessler \| \| \| \| 1,9 \| Essen Hbf Burggrafenstraße (Abzw) \| Essen Hbf Burggrafenstraße (Abzw) \| \| \| \| Hauptstrecke von Essen-Kray Süd \| \| \| \| \| S-Bahn-Strecke von Essen-Steele \| \| \| \| 0,1 \| Essen Hbf \| Essen Hbf \| \| \| \| Hauptstrecke nach Duisburg \| \| \| \| \| \| \| \| Quellen: [1][2] \| \| \| \| | |                                                             |                                                             |
| Abzweig ehemals geradeaus und von rechts | | Güterstrecke von Gelsenkirchen-Hessler                      | Güterstrecke von Gelsenkirchen-Hessler                      |
| | |                                                             |                                                             |
| ehemaliger Dienststation / Betriebs- oder Güterbahnhof | 5,6 | Gelsenkirchen-Schalke Süd (ehem. Schalke RhE, zuletzt Anst) | Gelsenkirchen-Schalke Süd (ehem. Schalke RhE, zuletzt Anst) |
| | |                                                             |                                                             |
| Strecke · Strecke von links | | Hauptstrecke von Wanne-Eickel                               | Hauptstrecke von Wanne-Eickel                               |
| Strecke · Bahnhof mit S-Bahn-Halt | 4,6 | Gelsenkirchen Hbf                                           | Gelsenkirchen Hbf                                           |
| Strecke · ehemaliger Bahnhof | 4,2 | Gelsenkirchen RhE                                           | Gelsenkirchen RhE                                           |
| Abzweig ehemals geradeaus, nach links und von links · Abzweig geradeaus und nach rechts | | (heute niveaufreie Ausfädelung nach Essen)                  | (heute niveaufreie Ausfädelung nach Essen)                  |
| Kreuzung geradeaus unten · Abzweig geradeaus und nach rechts | | Hauptstrecke nach Duisburg                                  | Hauptstrecke nach Duisburg                                  |
| Verschwenkung nach links · Verschwenkung nach rechts | | (ehem. Güterstrecke von Schalke)                            | (ehem. Güterstrecke von Schalke)                            |
| S-Bahnhof | 2,8 | Gelsenkirchen-Rotthausen (Bft)                              | Gelsenkirchen-Rotthausen (Bft)                              |
| Strecke · Strecke von links (außer Betrieb) | | ehem. Güterstrecke von Wanne-Eickel                         | ehem. Güterstrecke von Wanne-Eickel                         |
| Strecke · Abzweig geradeaus und von links (Strecke außer Betrieb) | | ehem. Strecke von Gelsenkirchen-Wattenscheid                | ehem. Strecke von Gelsenkirchen-Wattenscheid                |
| S-Bahnhof · Betriebs-/Güterbahnhof Strecke bis hier außer Betrieb | 0,05,6 | Essen-Kray Nord                                             | Essen-Kray Nord                                             |
| ehemalige Blockstelle · ehemalige Blockstelle | 2,9 | Frillendorf (Abzw, zuletzt Bk)                              | Frillendorf (Abzw, zuletzt Bk)                              |
| Kreuzung geradeaus oben · Strecke nach rechts | | Anschlussstrecke nach Essen Nord                            | Anschlussstrecke nach Essen Nord                            |
| Abzweig geradeaus und ehemals von rechts | | ehem. Strecke von Gelsenkirchen-Hessler                     | ehem. Strecke von Gelsenkirchen-Hessler                     |
| Strecke von links · Abzweig nach links und nach rechts · Strecke von rechts | 1,9 | Essen Hbf Burggrafenstraße (Abzw)                           | Essen Hbf Burggrafenstraße (Abzw)                           |
| Strecke · Strecke von links · Kreuzung geradeaus unten | | Hauptstrecke von Essen-Kray Süd                             | Hauptstrecke von Essen-Kray Süd                             |
| Strecke · Strecke · Abzweig geradeaus und von links | | S-Bahn-Strecke von Essen-Steele                             | S-Bahn-Strecke von Essen-Steele                             |
| Bahnhof · Bahnhof mit S-Bahn-Halt | 0,1 | Essen Hbf                                                   | Essen Hbf                                                   |
| Strecke · Strecke | | Hauptstrecke nach Duisburg                                  | Hauptstrecke nach Duisburg                                  |
| | |                                                             |                                                             |
| Quellen: | |                                                             |                                                             |

Die Bahnstrecke Essen–Gelsenkirchen ist eine durchgehend zweigleisige und elektrifizierte Eisenbahnhauptstrecke im zentralen Ruhrgebiet. Sie führt heute von Essen Hauptbahnhof über den Bahnhof Essen-Kray Nord nach Gelsenkirchen Hauptbahnhof.

## Geschichte
Zwischen 1866 und 1874 baute die Rheinische Eisenbahn-Gesellschaft (RhE) ihre eigene Ruhrgebietsstrecke von Osterath an der linksniederrheinischen Strecke zum Bahnhof Dortmund RhE, in Konkurrenz zu der Bahnstrecke Witten/Dortmund–Oberhausen/Duisburg der Bergisch-Märkischen Eisenbahn-Gesellschaft (BME), erbaut 1860–62, und der bereits 1848 fertiggestellten und etwas weiter nördlich verlaufenden Bahnstrecke Duisburg–Dortmund der Köln-Mindener Eisenbahn-Gesellschaft (CME).
Seit 1868 war die Strecke bis „Wattenscheid RhE“ (später Gelsenkirchen-Wattenscheid) in Betrieb, der Rest der Strecke sollte erst sechs Jahre später eröffnet werden. Schon während des Streckenbaus wurde 1870 in Duisburg eine Stichstrecke zum gemeinsamen Bahnhof der CME und BME errichtet (heute Duisburg Hauptbahnhof), um konkurrenzfähiger zu sein.

### Kray – Gelsenkirchen
Aus dem gleichen Motivation heraus ließ die RhE von ihrer Ruhrgebietsstrecke im „Bahnhof Kray“ (heute Bahnhof Essen-Kray Nord) eine Stichstrecke Richtung Norden abzweigen, diese wurde am 13. Februar 1872 für den Güterverkehr freigegeben, am 1. Juni 1872 folgte der Personenverkehr. Die Strecke endete im „Bahnhof Gelsenkirchen RhE“ südlich der Cöln-Mindener Bahnstrecke Duisburg–Dortmund, nicht einmal einen halben Streckenkilometer vom „Bahnhof Gelsenkirchen CME“ entfernt.
1876 wurde auf halber Strecke ein Personenzughalt nahe der Zeche Dahlbusch eingeweiht, der erst 1895 zu einem Bahnhof mit Güterabfertigung ausgebaut wurde. Der Bahnhof wurde bis heute mehrfach umbenannt, das erste Mal 1898 in „Bahnhof Dahlbusch-Rotthausen“, 1907 in „Bahnhof Rotthausen (Kreis Essen)“ und schließlich 1924 in Bahnhof Gelsenkirchen-Rotthausen.
Nach der Verstaatlichung aller (nominell) privaten Eisenbahn-Gesellschaften Ende des 19. Jahrhunderts begannen die „königlichen Eisenbahndirectionen der Preußischen Staatseisenbahnen“ (PSE), einerseits überflüssige oder redundante Bahnanlagen abzubauen oder zusammenzulegen, andererseits neue Verbindungsstrecken zwischen den einzelnen Strecken der ehemaligen Eisenbahn-Gesellschaften zu errichten.
Aus diesem Grund wurde 1904 der rheinische Bahnhof in Gelsenkirchen geschlossen und der gesamte Verkehr zum Cöln-Mindener Bahnhof verlegt, der bei dieser Gelegenheit großräumig umgebaut und dann 1907 zum Gelsenkirchener Hauptbahnhof erhoben wurde. Um den Bahnhof kreuzungsfrei verlassen zu können, wurde eine zusätzliche Verbindung nach Rotthausen geschaffen (VzG-Streckennummer 2237), die die Cöln-Mindener Stammstrecke in Höhe der alten Güterstrecke unterquert (heute Rotthauser Str.). Bis 1908 wurde die gesamte Strecke dann bis Kray Nord zweigleisig ausgebaut.

### Rotthausen – Schalke / Gelsenkirchen – Hessler

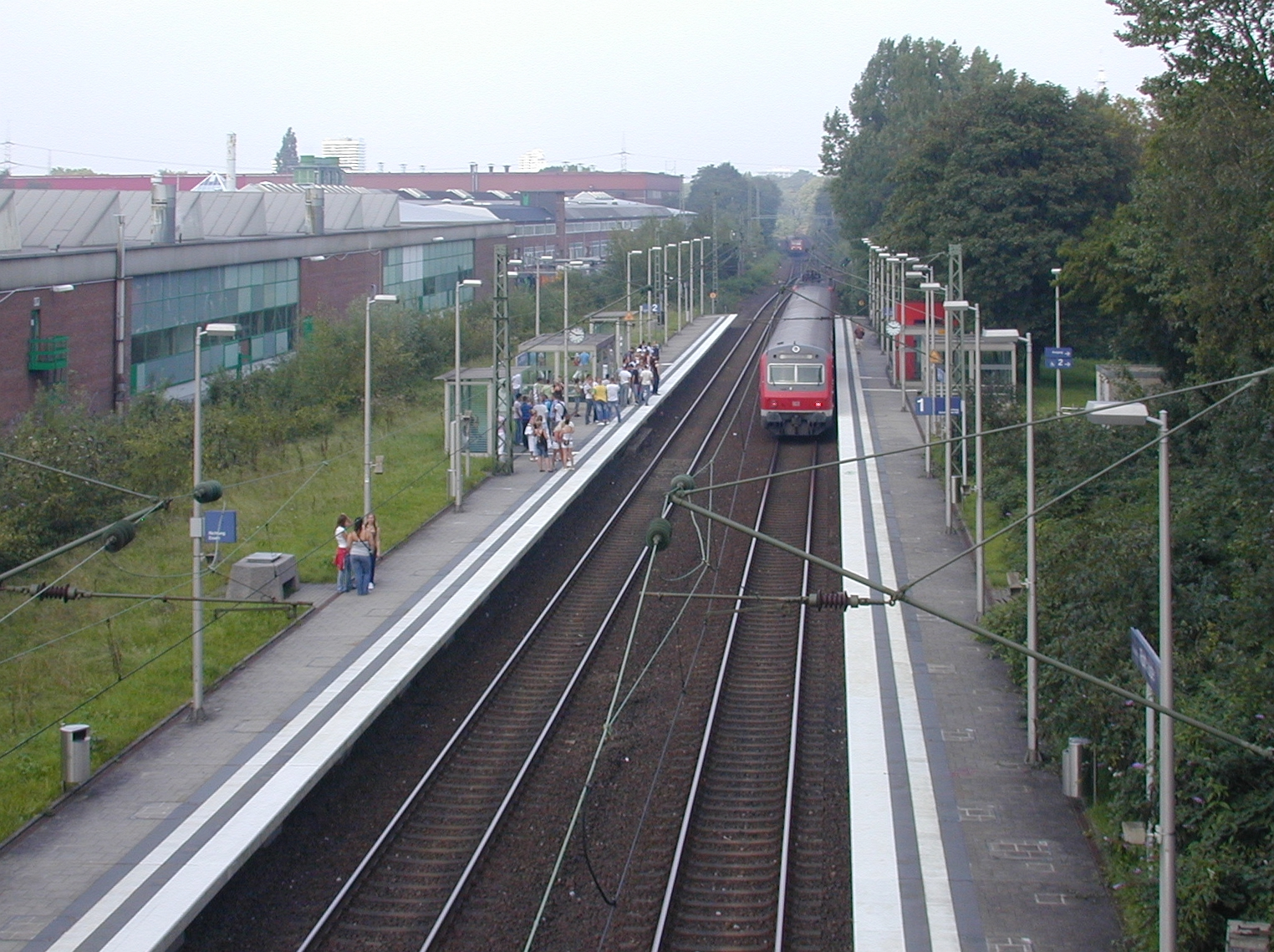
Bahnsteige des Bahnhofs Gelsenkirchen-Rotthausen

Nur gut ein halbes Jahr nach Fertigstellung der Strecke Kray–Gelsenkirchen eröffnete die RhE am 18. September 1872 zusammen mit dem „Bahnhof Schalke RhE“ ein Anschlussgleis zur Zeche Wilhelmine Victoria in der „Gemarkung Heßler“. Da man hierbei die wichtige Cöln-Mindener Stammstrecke westlich von Gelsenkirchen kreuzte, wurden nach der Verstaatlichung Bahnhof und Anschlussgleis nach nicht einmal zwanzig Jahren Betrieb Ende der 1880er Jahre zwischenzeitlich stillgelegt, ersterer dann aber schon 1893 als „Bahnhof Schalke Süd“ wiedereröffnet (ab 1907 dann „Gelsenkirchen-Schalke Süd“).
Das Anschlussgleis wurde nunmehr von Gelsenkirchen zu einer regulären Güterstrecke ausgebaut, die ab dem 1. April 1897 die Verbindung zum „Bahnhof Heßler“ an der märkischen Emschertalbahn herstellte. Nachdem die Strecke 1898 zunächst zwischen „Heßler“ und „Schalke Süd“ sowie zwei Jahre später weiter bis Gelsenkirchen zweigleisig ausgebaut worden war, wurde sie ab dem 1. Mai 1902 auch für den Personenverkehr genutzt.
Am 12. September 1903 wurde der Güterverkehr auch auf der ursprünglichen Trasse zwischen „Bahnhof (Dahlbusch-)Rotthausen“ und „Bahnhof Schalke Süd“ wieder aufgenommen. Im Zuge des Umbaus des Gelsenkirchener Bahnhofs wurde der Abschnitt bis zum 1. Dezember 1908 kreuzungsfrei neu trassiert. Dessen ungeachtet wurde der Güterverkehr am 28. Mai 1967 endgültig eingestellt und die Teilstrecke zum 1. Juni 1969 komplett stillgelegt und nachfolgend abgebaut; sie fungierte ohnehin lediglich als eine direkte Gleisverbindung von Essen unter Umgehung des Gelsenkirchener Hauptbahnhofes.
Bereits 1933 war der Personenverkehr zwischen „Gelsenkirchen Hauptbahnhof“ und dem „Bahnhof Gelsenkirchen-Hessler“ eingestellt worden, nach dem Zweiten Weltkrieg kam es vom 4. Mai 1947 bis zum 8. Mai 1948 nur noch zu einem kurzen Wiederaufleben. In den 1970er Jahren wurde das zweite Gleis zurückgebaut und die Strecke am 30. September 1979 in eine Nebenbahn umgewandelt, welche lediglich mit zwei Fahrten je Wochentag zur Belieferung eines Autohandels in Essen-Katernberg genutzt wird.

### Kray – Wanne

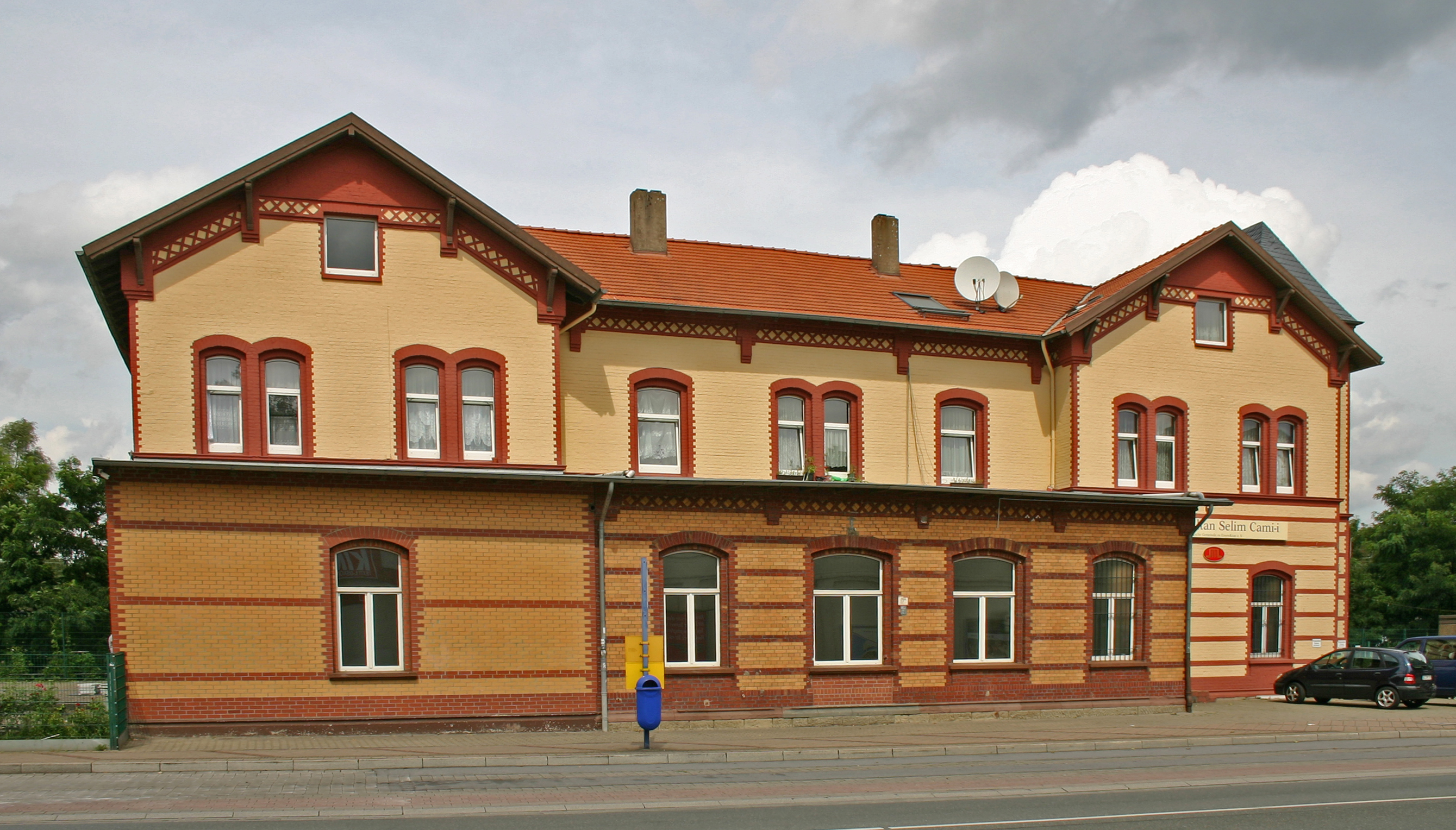
Empfangsgebäude des Bahnhofs Essen-Kray Nord

Am 25. März 1875 eröffnete die RhE eine weitere Stichstrecke von Kray aus, diese war mit einer Streckenlänge von 9 km die längste und führte fast schnurgerade auf direktem Wege zum „Bahnhof Wanne CME“ (heute Wanne-Eickel Hauptbahnhof). Wie auch die Strecke nach Schalke war diese immer nur für den Güterverkehr genutzt worden und wurde nach gerade einmal 15 Jahren Nutzung am 1. August 1890 wieder geschlossen.
Nach der Stilllegung wurde die unter der Streckennummer 2209 eingereihte Strecke als Zechengleis weitergenutzt, ein Teil ging später in der Güterstrecke Gelsenkirchen–Wanne-Eickel (Streckennummer 2231) auf. Die nicht mehr im Bahnverkehr, sondern seit 2012 asphaltiert als Radweg genutzte Trasse ist heute noch gut zu erkennen, der weiterhin genutzte Teil ist der südliche Ast der Verbindung Gelsenkirchen–Wanne-Eickel, welche sich ab der Hochofenanlage Schalker Verein in Bulmke-Hüllen in zwei Äste aufteilt.

### Essen – Kray Nord
Als südliche Verlängerung der umgebauten Strecke von Gelsenkirchen nahm die „königliche Eisenbahndirection Essen“ dann am 1. Mai 1905 abzweigend von der Bahnstrecke Essen Hbf–Gelsenkirchen-Bismarck (über Stoppenberg und Katernberg-Nord) eine zunächst eingleisige Verbindungsstrecke vom Essener Hauptbahnhof zur „Abzweigstelle Frillendorf“ in Betrieb.
Diese wurde in den Folgejahren parallel zur Rheinischen Bahn bis zum „Bahnhof Kray Nord“ weitergebaut, der umbenannt worden war, nachdem 1896 der Bahnhof Kray Süd an der Bahnstrecke Essen–Wattenscheid–Bochum seinen Betrieb aufgenommen hatte. Seit dem 16. Juli 1914 steht damit dem Personenverkehr eine durchgängig zweigleisige Strecke vom Hauptbahnhof nach Kray Nord zur Verfügung.

## Entwicklung
Über 30 Jahre lagen zwischen dem Bau der beiden Streckenäste, und beide waren ursprünglich nur als Ergänzung der rheinischen Strecke gedacht. Dessen ungeachtet haben sie diese zunehmend an Bedeutung übertroffen, wohingegen die rheinische Strecke aufgrund ihrer ungünstigen Lage parallel zwischen Cöln-Mindener und märkischer Strecke zusehends an Bedeutung verlor.
Aus den beiden Verbindungsstrecken wurde eine eigene Hauptstrecke zwischen zwei wichtigen Hauptbahnhöfen. Nach dem Zweiten Weltkrieg wurde die Strecke ausgebaut und bis zum 27. Mai 1962 durchgehend elektrifiziert.
Zwischen 1972 und 1974 erfolgt eine Neutrassierung des Ostkopfes des Essener Hauptbahnhofs im Rahmen des Ausbaus der S-Bahn Rhein-Ruhr, dabei wurden die Gleise der 1970 aufgegebenen Bahnstrecke über Stoppenberg nach Gelsenkirchen-Bismarck entfernt und eine niveaufreie Ausfädelung sowohl von den S-Bahn-Gleisen auf der Südseite des Bahnhofs als auch von den Kopfgleisen auf der Nordseite zur Strecke Richtung Essen-Kray Nord geschaffen.

## Heutige Situation
Die rheinische Ruhrgebietsstrecke ist heute zusammen mit den meisten Zweigstrecken größtenteils stillgelegt oder zu Bahnhofs- und Anschlussgleisen degradiert worden. Die Verbindungsstrecke von Gelsenkirchen nach Gelsenkirchen-Hessler dient nur noch zur Bedienung der Anschlussstelle Essen-Katernberg Nord an der ehemaligen märkischen Emschertalbahn, die anderweitig keinen Anschluss an das Eisenbahnnetz mehr hat.
Die Verbindungsstrecke zwischen Essen und Gelsenkirchen wird hingegen von fast der gesamten Palette des Personenverkehrs befahren, wobei an den Zwischenstationen am Bahnhof Essen-Kray Nord und am Haltepunkt GE-Rotthausen nur einmal pro Stunde mit der S-Bahnlinie S2 gehalten wird. Bevor hier im September 1991 der S-Bahn-Verkehr begann, wurden diese Stationen von Nahverkehrszügen Essen–Haltern (–Münster) bedient.

### Angebot
Im Schienenpersonenfernverkehr wird die Strecke von zwei Intercity-Linien und dem Flixtrain befahren, hinzu kommen zwei spätabendliche ICE (München–Münster sowie Hamburg–Köln) und ein ICE-Zugpaar Münster-Stuttgart:
| Linie  | Zuglauf | Zugfolge          |
| ------ | --- | ----------------- |
| ICE 31 | Hamburg-Altona – Hamburg Dammtor – Hamburg Hbf – Hamburg-Harburg – Bremen – Diepholz – Osnabrück – Münster – Gelsenkirchen – Essen – Duisburg – Düsseldorf – Köln | ein Zug           |
| ICE 42 | (München – Augsburg – Ulm –) Stuttgart – Mannheim – Frankfurt Flughafen – Köln – Düsseldorf – Essen – Gelsenkirchen – Münster                                     | ein Zug           |
| FLX 20 | Hamburg-Altona – Hamburg – Osnabrück – Münster – Gelsenkirchen – Essen – Duisburg – Düsseldorf – Köln                                                             | 1 oder 2 Zugpaare |

Im Schienenpersonennahverkehr wird die Strecke im Auftrag des Zweckverbandes VRR von den folgenden Regional-Express- und S-Bahn-Linien bedient:
| Linie | Zuglauf | Zugfolge                             |
| ----- | --- | ------------------------------------ |
| RE 2  | Rhein-Haard-Express: Osnabrück – Münster – Dülmen – Haltern – Recklinghausen – Wanne-Eickel – Gelsenkirchen – Essen – Duisburg – Düsseldorf              | Stundentakt                          |
| RE 42 | Niers-Haard-Express: Münster – Dülmen – Haltern – Recklinghausen – Wanne-Eickel – Gelsenkirchen – Essen – Duisburg – Krefeld – Viersen – Mönchengladbach | Stundentakt; bis Essen halbstündlich |
| S 2   | Dortmund – Herne – Wanne-Eickel – Gelsenkirchen – Gelsenkirchen-Rotthausen – Essen-Kray Nord – Essen                                                     | Stundentakt                          |

### Tarif
In den Zügen des Nah- und Regionalverkehrs kommt bei Fahrten innerhalb des Verkehrsverbundes Rhein-Ruhr (VRR) ausschließlich der Verbundtarif zur Anwendung. Bei Fahrten über die Verbundgrenzen hinaus gelten Übergangstarife zu den angrenzenden Verkehrsgemeinschaften sowie der NRW-Tarif.
Für Fahrten mit den Zügen des Fernverkehrs müssen auch innerhalb des VRR Fahrkarten der Deutschen Bahn AG gelöst werden, mit Zuschlag (IC) oder speziellem Tarif (ICE/Flix).